# Diritto penitenziario
Il diritto penitenziario regola, nell'ordinamento giuridico di ciascuno Stato, l'esecuzione delle misure privative e limitative della libertà personale disciplinata da un insieme di norme giuridiche di diritto pubblico.
Il diritto penitenziario concerne l'organizzazione, i mezzi, le modalità ed i principi che attengono all'organizzazione carceraria ed alle pene alternative alla detenzione, sperabilmente alla luce del solenne imperativo dell'umanizzazione del trattamento penitenziario e della rieducazione del condannato, con particolare riferimento alla tutela dei diritti del soggetto condannato a pena detentiva; il diritto dell'esecuzione penale, anche se quest'ultimo si può ritenere che comprenda l'intero diritto penitenziario riguarda invece l'esecuzione del titolo esecutivo (cioè della sentenza di condanna).

## Diritto penitenziario italiano
Il Diritto Penitenziario italiano è diritto pubblico interno, in quanto volto alla tutela di beni giuridici che, seppure di diretta pertinenza dei singoli, assumono sempre rilevanza in funzione di un interesse pubblico.
Il diritto in questione costituisce una disciplina giuridica autonoma, in quanto si giova di principi e proprie regole diversi da quelle di altre branche del diritto.
Al riguardo, si suole distinguere tra autonomia scientifica (didattica o accademica), autonomia legislativa ed autonomia giuridica.
Il diritto penitenziario ha, infatti, anzitutto, autonomia scientifica, ovvero forma necessariamente oggetto di studi specializzati, come riconosciuto in Italia con il R.D. 01.10.1931, n. 1329, istitutivo della prima cattedra per il suo insegnamento presso l'Università di Roma.
Il riconoscimento di una sua autonomia legislativa, invece, è attualmente solo parziale in quanto non esiste in Italia un codice dell'esecuzione, ossia una legge organica che comprenda tutte le norme giuridiche relative all'esecuzione delle pene, della carcerazione preventiva e delle misure di sicurezza.	
Quanto all'autonomia giuridica, infine, – se per essa si intende "la possibilità di formulare norme organiche, sistematiche di una branca del diritto, che abbiano raggiunto un tale sviluppo da meritare di costituire un distinto ordinamento giuridico" – è inevitabile riconoscere che al Diritto Penitenziario spetta tale tipo di autonomia.
Le norme, infatti, che lo costituiscono, sebbene contenute in sedi diverse, sono collegate dalla finalità di realizzare l'esecuzione delle pene e delle misure di sicurezza nel loro contenuto di restrizione dei beni giuridici del condannato e dell'internato, e nel loro fine di retribuzione, di difesa sociale e di rieducazione ad un tempo.
La normativa attuale fa riferimento principale alla legge 26 luglio 1975 n. 354 (Ordinamento penitenziario) e successive modificazioni ed integrazioni, nonché al Regolamento di esecuzione della predetta legge con D.P.R. 29 aprile 1976 n. 431 e s.m.